# 社会保険事務所
社会保険事務所（しゃかいほけんじむしょ）は、2009年まで厚生労働省設置法（平成11年7月16日法律第97号）第30条の規定に基づき設置されていた日本国の出先機関。所管は厚生労働省の外局であった社会保険庁。

## 概要

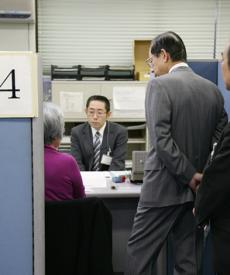
世田谷社会保険事務所を視察する内閣総理大臣福田康夫（手前右）（2008年1月12日）

年金・政府管掌健康保険などの事務を取り扱っていた。都道府県単位で統括していた上部組織が地方社会保険事務局である。
社会保険事務所は全ての地域を管轄していたわけではなく、社会保険事務局の所在地を管轄する地域には社会保険事務局の機関である社会保険事務室が設置されていた。これは2000年4月の地方事務官廃止の際、新たに社会保険事務局を設置するにあたり、その都道府県で最も小さな社会保険事務所を社会保険事務局内の事務所として地方支分部局の数が変化しないように対応した。
その後、2006年1月に、従来設置された社会保険事務局内の事務所を社会保険事務所に昇格させるとともに、社会保険事務局所在地の社会保険事務所を社会保険事務局内の社会保険事務室に改めた。ただ、以上のことは組織法上のことであり、組織変更された事務所は、会計法上の文書を除いて、通常は2005年現在の組織名を用いることとなっていた。
2008年10月1日、政管健保が全国健康保険協会管掌健康保険（協会けんぽ）に移行したことに伴い、前9月30日をもって社会保険庁（社会保険事務所）での業務廃止。
2009年12月31日社会保険庁廃止・翌2010年1月1日日本年金機構発足により、社会保険事務所は年金事務所に転換した。

## 根拠法令

### 厚生労働省設置法
- 第30条　地方社会保険事務局の所掌事務の一部を分掌させるため、所要の地に、社会保険事務所を置く。
  - 2　社会保険事務所の名称、位置、管轄区域、所掌事務及び内部組織は、厚生労働省令で定める。

### 厚生労働省組織規則
平成13年1月6日厚生労働省令第1号
- 第875条　社会保険事務所の名称及び位置は、別表第七（名称に括弧を付けている項に係る部分を除く。）の第一欄及び第二欄のとおりとする。
  - 2　社会保険事務所の管轄区域は、次の各号に掲げる事務の区分に応じ、当該各号に定める区域とする。
    - 一　次に掲げる事務　別表第七の第三欄に掲げる区域
      - イ　健康保険法（大正十一年法律第七十号）の施行に関する事務（政府が管掌する健康保険事業に係るものに限る。）（療養の給付並びに入院時食事療養費、特定療養費、訪問看護療養費、家族療養費、家族訪問看護療養費及び特別療養費の支給に関する費用の請求の審査に関することを除く。）
      - ロ　厚生年金保険法の施行に関する事務（次号ハに掲げるものを除く。）
      - ハ　厚生保険特別会計法（昭和十九年法律第十号）の施行に関する事務（次号ニに掲げるものを除く。）
      - ニ　国民年金法の施行に関する事務のうち、同法第七条第一項第二号に規定する第二号被保険者（以下この項において「第二号被保険者」という。）であって厚生年金保険の被保険者であるものに係るもの及び厚生年金保険法による年金たる保険給付の受給権を有する者に係るもの（次号ホに掲げるものを除く。）並びに国民年金法第七条第一項第三号に規定する第三号被保険者（以下この項において「第三号被保険者」という。）（当該第三号被保険者の配偶者である第二号被保険者が厚生年金保険法第六条第一項第三号に規定する船舶に使用される被保険者（次号及び第四号において「船員被保険者」という。）又は昭和六十年改正法附則第五条第十三号に規定する第四種被保険者であるものを除く。）に係るもの
      - ホ　国民年金特別会計法（昭和三十六年法律第六十三号）の施行に関する事務のうち、厚生年金保険法による年金たる保険給付の受給権を有していた者に係るもの

    - 二　次に掲げる事務　別表第七の第四欄に掲げる区域
      - イ　船員保険法の施行に関する事務（療養の給付並びに入院時食事療養費、特定療養費、訪問看護療養費、家族療養費及び家族訪問看護療養費の支給に関する費用の請求の審査に関することを除く。）
      - ロ　船員保険特別会計法（昭和二十二年法律第二百三十六号）の施行に関する事務
      - ハ　厚生年金保険法の施行に関する事務のうち、船員被保険者又は船員被保険者であった者（昭和六十年改正法第五条の規定による改正前の船員保険法（以下この号において「旧船員保険法」という。）の被保険者であった者を含む。以下同じ。）に係るもの（年金たる保険給付に関する事務にあっては厚生年金保険法施行規則（昭和二十九年厚生省令第三十七号）第八十一条の二第二項から第四項まで及び第五項ただし書の規定により当該船員被保険者であった者がかつて使用されていた船舶所有者の住所地を管轄する地方社会保険事務局長又は社会保険事務所長（以下この号において「社会保険事務所長等」という。）を経由して提出することとされた請求書、申請書及び届書に係るもの、脱退手当金の裁定に関する事務にあっては最後に被保険者の資格を喪失したときに船員被保険者であった者に係るものに限る。）
      - ニ　厚生保険特別会計法の施行に関する事務のうち、船員被保険者又は船員被保険者であった者に係るもの（脱退手当金の支払に関する事務のうち、最後に被保険者の資格を喪失したときに船員被保険者であった者以外の者に係るもの及び昭和六十年改正法附則第八十七条第二項の規定により厚生年金保険の管掌者たる政府が支給することとされた旧船員保険法による年金たる保険給付以外の年金たる保険給付に係る債権の管理に係るものを除き、児童手当法の規定による拠出金の徴収に関する事務のうち、厚生年金保険法第六条第一項第三号に規定する船舶所有者からの拠出金の徴収に係るものを含む。）
      - ホ　国民年金法の施行に関する事務のうち、船員被保険者である第二号被保険者に係るもの及び船員被保険者である第二号被保険者であった者に係るもの（年金たる給付に関する事務にあっては、国民年金法第十六条に規定する給付（国民年金法施行令第一条第一項第一号から第三号まで及び第一条の二第四号に掲げるものを除く。）を受ける権利の裁定に関する事務のうち、国民年金法施行規則（昭和三十五年厚生省令第十二号）第十六条の七、第三十一条の二及び第四十条の二の規定により当該被保険者であった者がかつて使用されていた船舶所有者の住所地を管轄する社会保険事務所長等が行うこととされたものに限る。）

    - 三　次に掲げる事務　別表第七の第五欄に掲げる区域
      - イ　国民年金法の施行に関する事務（第二号被保険者に係るもの及び第一号ニ、前号ホ又は次号に掲げるものを除く。）
      - ロ　国民年金特別会計法の施行に関する事務（第一号ホに掲げるものを除く。）

    - 四　国民年金法の施行に関する事務のうち、第三号被保険者に係るものであって、配偶者である第二号被保険者が船員被保険者であるものに係るもの　別表第七の第六欄に掲げる区域

  - 3　社会保険事務所は、前項各号に掲げる事務をつかさどる。
  - 4　社会保険事務所の内部組織については、社会保険事務所ごとに、地方社会保険事務局長が社会保険庁長官の承認を受けて定める。

※なお、別表第七については外部リンクを参照のこと。